# Szczecin Turzyn
Szczecin Turzyn – dworzec kolejowy położony w górze ul. 26 Kwietnia na pograniczu szczecińskich osiedli Turzyn i Świerczewo. Znajduje się na nieużywanej do ruchu pasażerskiego linii do Trzebieży – 3,7 km od Szczecina Głównego. Przy stacji znajduje się nastawnia „SU”.

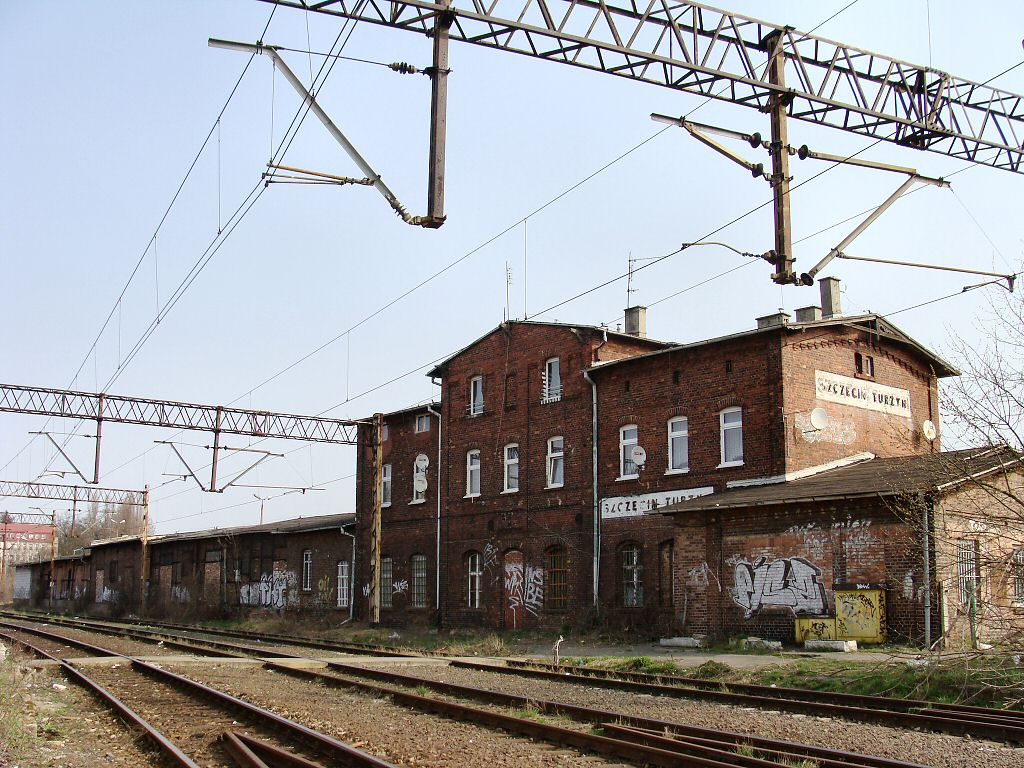
Widok dworca od strony peronów

## Informacje ogólne
Przez stację Szczecin Turzyn przebiega linia kolejowa nr 406 Szczecin Główny – Trzebież Szczeciński. Stacja Szczecin Turzyn jest końcem linii nr 432 Szczecin Wstowo podg. – Szczecin Turzyn. Ze stacji biegnie tor w kierunku ul. Ku Słońcu odgałęziający się przed przejściem dla pieszych przy ul. Kordeckiego, a kierujący na teren bocznic. Wszystkie bocznice są zamknięte i nieeksploatowane, a tory w dużej mierze rozebrane. Stacja posiada także rampy dla drobnego ruchu towarowego. Najbliżej zlokalizowany przystanek ZDiTM to „Turzyn Dworzec”.

## Plany na przyszłość
W ramach budowy systemu Szczecińskiej Kolei Metropolitalnej planowana jest budowa nowych peronów i zadaszenia. W okolicy dworca miałyby zostać utworzone parkingi dla samochodów i rowerów.